# Misserghin
Misserghin (în arabă مسرغين) este o comună din provincia Oran, Algeria.
Populația comunei este de 26.554 de locuitori (2009).